# آرتسل ایم پیتستال
آرتسل ایم پیتستال (به آلمانی: Arzl im Pitztal) یک منطقهٔ مسکونی در اتریش است که در ناحیه ایمست واقع شده‌است. آرتسل ایم پیتستال ۲۹٫۳۶ کیلومتر مربع مساحت دارد ۸۸۰ متر بالاتر از سطح دریا واقع شده‌است.